# 오카마
오카마(일본어: おかま)는 일본에서 사용되는 성소수자 멸칭이다. 여성적 남성 동성애자, 여장남자, 드랙퀸, 트랜스여성, 성산업 종사자, 심지어 여성적인 이성애자 남성에 이르기까지 온갖 개념들이 뒤섞여 여성적 성향을 지닌 성적 소수자 전반이 "오카마"라고 지칭되고 있다. 업소 종사자나 일부 남성 동성애자, 여장남자가 스스로를 "오카마"라고 자학적으로 지칭하기도 한다. 하지만 오카마는 일반적으로 멸칭이며, 제3자가 타자, 특히 트랜스젠더를 오카마라고 부를 경우 차별 및 모욕에 해당할 수 있다.
"오카마"란 원래 항문을 의미하는 에도 시대의 속어이다. 그러던 것이 2차대전 종전 이후 일정 시기에 항문성교를 하는 여장남창을 가리키는 멸칭으로 사용되었다. 이때부터 여장남자들은 오카마라는 말을 멸칭으로 인지하고 그렇게 불리고 싶지 않다는 항의의 목소리를 내고 있었다.
그러다 오카마라는 말이 여성적인 게이에 대한 멸칭으로 확대된 것은 도고 켄이 국정선거에 출마한 1971년경이라고 생각된다. 도고는 선거 홍보 프로그램에서 스스로를 “오카마 도고 켄입니다”라고 소개했고 1975년에 오스기와 피코가 “우리 오카마입니다”라는 유행어를 통해 용어를 안방까지 확산시켰다.
1980년대 들어서는 사용 범위가 더욱 확대되어 여장남자는 물론, 여장을 하지 않아도 그저 행동이나 성격이 여성적인 게이, 더 나아가 여성적인 이성애자 남성에 대한 멸칭으로까지 활발하게 사용되게 되었다. 남자는 남자다워야한다는 전통적 성차별 의식도 배경이 되어 학교 등에서는 여성적 성향이 있는 남자가 동성애자와 이성애자를 불문하고 "오카마"라고 지칭되며 폭력, 이지메를 당하는 피해도 발생했다. 여성적인 남학생이 "오카마"라고 불리면서 고통을 겪었다고 호소하는 경우가 매년 200명 중 4-5명 정도 있었다.
오카마 연예인으로 가장 유명한 미와 아키히로는 일부 동성애자들이 미디어에 출연하여 “우리는 어차피 오카마니까” 따위의 자학적인 말투를 사용하는 것에 대해 “자기 자신들은 그렇게 자학을 해도 상관없다. 하지만 젊은이들은 어떻게 되는가. 내일 학교에서 여성적이라는 이유로 조롱당할 것이다. 겨우 동성애가 시민권을 얻어가고 있는 상황에 역사를 거스른다”고 비판했다.
트랜스젠더 사회문화사 연구자 미즈하시 준코는 “부락차별, 재일차별, 여성차별 등의 목적으로 사용되는 다양한 멸칭과 차별용어의 사용이 자제되도록 고려되고 있지만, ‘오카마’만은 지금도 거리낌없이 사용되고, 성소수자들만이 분리당하고 있다. ‘오카마’는 일본 사회에 남아있는 차별 카테고리이며, 미디어에 최후까지 남아있는 차별 카테고리이다.”라고 말했다.